# Eyes Closed (chanson d'Ed Sheeran)
 (avril 2023).
La mise en forme du texte ne suit pas les recommandations de Wikipédia : il faut le « wikifier ».
Les points d'amélioration suivants sont les cas les plus fréquents :
- Les titres sont pré-formatés par le logiciel. Ils ne sont ni en capitales, ni en gras.
- Le texte ne doit pas être écrit en capitales (les noms de famille non plus), ni en gras, ni en italique, ni en « petit »…
- Le gras n'est utilisé que pour surligner le titre de l'article dans l'introduction, une seule fois.
- L'italique est rarement utilisé : mots en langue étrangère, titres d'œuvres, noms de bateaux, etc.
- Les citations ne sont pas en italique mais en corps de texte normal. Elles sont entourées par des guillemets français : « et ».
- Les listes à puces sont à éviter, des paragraphes rédigés étant largement préférés. Les tableaux sont à réserver à la présentation de données structurées (résultats, etc.).
- Les appels de note de bas de page (petits chiffres en exposant, introduits par l'outil «  Source ») sont à placer entre la fin de phrase et le point final[comme ça].
- Les liens internes (vers d'autres articles de Wikipédia) sont à choisir avec parcimonie. Créez des liens vers des articles approfondissant le sujet. Les termes génériques sans rapport avec le sujet sont à éviter, ainsi que les répétitions de liens vers un même terme.
- Les liens externes sont à placer uniquement dans une section « Liens externes », à la fin de l'article. Ces liens sont à choisir avec parcimonie suivant les règles définies. Si un lien sert de source à l'article, son insertion dans le texte est à faire par les notes de bas de page.
- La présentation des références doit suivre les conventions bibliographiques. Il est recommandé d'utiliser les modèles {{Ouvrage}}, {{Chapitre}}, {{Article}}, {{Lien web}} et/ou {{Bibliographie}}. Le mode d'édition visuel peut mettre en forme automatiquement les références.
- Insérer une infobox (cadre d'informations à droite) n'est pas obligatoire pour parachever la mise en page.

Pour une aide détaillée, merci de consulter Aide:Wikification.
Si vous pensez que ces points ont été résolus, vous pouvez retirer ce bandeau et améliorer la mise en forme d'un autre article.
Singles de Ed Sheeran
F64
(2022) Boat
(2023)
Eyes Closed est une chanson de l'auteur-compositeur-interprète anglais Ed Sheeran. Elle sort le 24 mars 2023 via Asylum et Atlantic Records en tant que premier single de son cinquième album studio - qui est publié le 5 mai 2023. La chanson est écrite par Ed Sheeran, Max Martin, Shellback et Fred Again et produite par Aaron Dessner, Martin, Shellback et Fred. Eyes Closed entre directement en tête du UK Singles Chart et devient le 14e numéro un du chanteur au Royaume-Uni.

## Contexte
Ed Sheeran annonce la chanson en même temps que l'album le 1er mars 2023, offrant plusieurs opportunités de précommande. Le 9 mars, il partage un aperçu de la chanson sur ses réseaux sociaux, interprétant des parties de la chanson sur une guitare acoustique et un piano. Dans un TikTok posté le même jour, il est révélé qu'il s'agirait du premier single de l'album.
La chanson est censée rendre hommage à son ancien producteur musical et ami proche Jamal Edwards, mort en février 2022 d'une overdose de drogue. En parlant de cette disparition, Ed Sheran confie que : « Le bleu était la couleur de Jamal, mais maintenant c'est tout ce que je ressens. Et je suppose que la musique aide à guérir, alors je danse les yeux fermés pour essayer de m'en sortir ». Il évoque ses sentiments de « peur, dépression et anxiété » comme source d'inspiration de la chanson.
La chanson figure en tête de liste  dans la première bande-annonce de son prochain documentaire sur Disney+, Ed Sheeran : The Sum of It All, qui explorera les détails de sa vie privée.

## Composition et paroles
Dans la chanson, la voix d'Ed Sheeran a un timbre riche et son falsetto s'adoucit lorsqu'il chante le refrain sur le couplet, « I keep dancing with my eyes closed ». Alexis Petridis, dans un article paru dans The Guardian, note que la chanson comporte un jeu de guitare percussif et que le couplet est « insistant [et] radiophonique ». Écrite à l'origine comme une chanson de rupture, elle a pris un nouveau sens en raison des épreuves personnelles que Sheeran a traversées. Les paroles se veulent « plus personnelles » et « explicitement liées à un événement très spécifique », à savoir la mort de Jamal Edwards,.

## Réception critique
Roisin O'Connor, de The Independent, attribue quatre étoiles à la chanson et écrit qu'« une grande partie du poids émotionnel » de la chanson réside dans son interprétation. Dans une critique plus mitigée, Alexis Petridis, de The Guardian, attribue trois étoiles sur cinq à la chanson, écrivant que « vous savez déjà si vous allez l'aimer, la détester de tout votre être » ou « simplement vous émerveiller de son efficacité sans être ému ».

## Réception commerciale
Ce titre devient son 14e single no 1 au Royaume-Uni, ce qui place Ed Sheeran à la troisième place des chanteurs ou groupes ayant obtenu le plus de no 1 dans ce pays, derrière Elvis Presley (21) et les Beatles (17) (List of artists by number of UK Singles Chart number ones (en)). Il rejoint à cette place Cliff Richard et le groupe irlandais Westlife. C'est aussi son 41e titre classé dans les dix premiers, ce qui lui permet d'atteindre la cinquième place des artistes ou groupes ayant obtenu le plus de titres classés dans les dix meilleures ventes hebdomadaires britanniques, derrière des artistes renommés, aux carrières s'étalant sur plusieurs décennies : Elvis Presley (76), Cliff Richard (68), Madonna (63) et Michael Jackson (44). 
Le single rencontre moins de succès lors de sa sortie dans d'autres pays : (no 4 en Irlande, no 6 en Australie, no 11 en Nouvelle-Zélande et en Norvège, no 13 en Allemagne, no 26 aux États-Unis, no 31 aux Pays-Bas, no 66 en Italie, no 103 en France, etc.). 
Eyes Closed progresse dans quelques classements grâce à la sortie de l'album et devient un hit mineur dans quelques pays (top 10 au Canada et en Irlande, top 20 aux États-Unis). Dans le classement des singles britanniques, Eyes Closed remonte ainsi à la troisième place. En mai 2023, Eyes Closed franchit la barre des cent millions d'écoutes sur Spotify. Le single est certifié or dans des pays comme l'Italie ou l'Espagne en 2023, platine dans d'autres pays comme l'Australie, le Canada (en juin), le Royaume-Uni (décembre), après avoir été certifié or en juillet dans ce pays. Au Royaume-Uni, Eyes Closed ne figure qu'à la 31e place du classement des 40 plus grosses ventes annuelles, juste derrière Bad Habits, sortie pourtant en 2021. En France, il est certifié platine en février 2024. Il dépasse le seuil des 300 millions de streams sur Spotify fin décembre 2023.

## Clip vidéo
Le clip de Eyes Closed, inspiré du film de 1950 Harvey, sort en même temps que le single. Réalisée par Mia Barnes, la vidéo montre Ed Sheeran suivi par un gros monstre bleu qu'il est le seul à voir pendant sa soirée, et qui représente son chagrin. Il trouve bientôt d'autres personnes avec leurs propres monstres, avant d'affronter le sien et de chanter la dernière phrase de la chanson, ce qui le fait disparaître,,.

## Historique de la diffusion
| Région      | Date         | Format(s)                    | Version  | Label                        | Ref.   |
| ----------- | ------------ | ---------------------------- | -------- | ---------------------------- | ------ |
| Autres      | 24 mars 2023 | - Téléchargement - streaming | Original | - Asylum - Atlantic - Warner | [ 17 ] |
| Royaume-Uni | 24 mars 2023 | CD single                    | Original | - Asylum - Atlantic - Warner | [ 18 ] |
| Italie      | 24 mars 2023 | Radio                        | Original | Warner                       | [ 19 ] |
| Autres      | 27 mars 2023 | - Téléchargement - streaming | Piano    | - Asylum - Atlantic - Warner | [ 20 ] |
| États-Unis  | 27 mars 2023 | Hot adult contemporary radio | Original | Atlantic                     | [ 21 ] |
| États-Unis  | 28 mars 2023 | Contemporary hit radio       | Original | Atlantic                     | [ 22 ] |